# An Historical Account of Two Notable Corruptions of Scripture
An Historical Account of Two Notable Corruptions of Scripture est un mémoire du polymathe britannique Isaac Newton. Publié pour la première fois en 1754, 27 ans après sa mort, il fait un compte rendu de toutes les critiques textuelles, disponibles alors, sur deux passages controversés de la Bible : Jean 5:7 et Timothée 3:16.